# شاتفورد
شاتفورد (به انگلیسی: Shutford) یک روستا و محله مدنی در بریتانیا است که در چرول واقع شده‌است. شاتفورد ۵٫۵۱ کیلومتر مربع مساحت و ۴۷۶ نفر جمعیت دارد.